# Синдактилия
Синдактили́я (лат. syndactylia; др.-греч. συν- — вместе, с + δάκτυλος — палец) — порок развития, генная наследственная болезнь, проявляющаяся в полном или неполном сращивании пальцев кисти/стопы в результате не наступившего их разъединения в процессе эмбрионального развития. Передаётся по аутосомно-доминантному типу наследования. Встречается одинаково часто у мужчин и женщин. Односторонняя синдактилия отмечается примерно в два раза чаще двусторонней. Нередко сочетается с другими пороками развития. Различают простую и сложную, полную и неполную формы синдактилии.
Возможно сращение нескольких пальцев в единый конгломерат, при этом нередко имеются амниотические перетяжки.
При синдактилии следует думать о нарушении формирования и дифференциации конечностей плода в процессе эмбриогенеза под влиянием различных неблагоприятных факторов